# Diaziella
Diaziella is een geslacht van vliesvleugeligen uit de familie Pteromalidae. De wetenschappelijke naam van dit geslacht is voor het eerst geldig gepubliceerd in 1928 door Grandi.

## Soorten
Het geslacht Diaziella omvat de volgende soorten:
- Diaziella alleni Gardiner, 1987
- Diaziella bicolor Grandi, 1928
- Diaziella bizarrea van Noort & Rasplus, 2006
- Diaziella falcata Wiebes, 1974
- Diaziella laticeps Gardiner, 1987
- Diaziella latipennis Gardiner, 1987
- Diaziella longiceps Gardiner, 1987
- Diaziella macroptera Grandi, 1928
- Diaziella pallidiceps Gardiner, 1987
- Diaziella philippinensis Wiebes, 1974
- Diaziella retakensis Gardiner, 1987
- Diaziella tumidigena Gardiner, 1987
- Diaziella wiebesi Gardiner, 1987
- Diaziella yangi van Noort, 2006